# European Le Mans Series 2024
Navigation
Édition précédente Édition suivante
L'European Le Mans Series 2024 (ELMS) est la vingt-et-unième saison du championnat européen d'endurance automobile.

## Calendrier
Le 12 septembre 2023, l'ACO dévoile le calendrier de la saison 2024 de l'European Le Mans Series. Par rapport à la saison 2023, le championnat comporte deux manches supplémentaires en Italie sur l'Autodromo Enzo e Dino Ferrari et sur le Circuit du Mugello remplaçant ainsi la manche s'étant déroulée la saison précédente sur le Circuit Motorland Aragon et l'une des deux manches s'étant déroulée sur l'Autódromo Internacional do Algarve,,.
| N° | Date         | Nom de la Course              | Circuit                            | Lieu          | État, Pays |
| -- | ------------ | ----------------------------- | ---------------------------------- | ------------- | ---------- |
| 1  | 13 avril     | 4 Heures de Barcelone         | Circuit de Barcelone               | Montmeló      | Espagne    |
| 2  | 5 mai        | 4 Heures du Castellet         | Circuit Paul Ricard                | Le Castellet  | France     |
| 3  | 7 juillet    | 4 Heures d'Imola              | Autodromo Enzo e Dino Ferrari      | Imola         | Italie     |
| 4  | 25 août      | 4 Heures de Spa-Francorchamps | Circuit de Spa-Francorchamps       | Francorchamps | Belgique   |
| 5  | 29 septembre | 4 Heures du Mugello           | Circuit du Mugello                 | Mugello       | Italie     |
| 6  | 19 octobre   | 4 Heures de Portimão          | Autódromo Internacional do Algarve | Portimão      | Portugal   |

## Engagés

### LMP2
Toutes les voitures utilisent un moteur Gibson GK428 4,2 l V8 atmosphérique et sont chaussées de pneumatiques Goodyear.
| N°       | Pays                         | Écurie                    | Voiture           | Pneu | Pilote 1                        | Pilote 2                          | Pilote 3                  |
| -------- | ---------------------------- | ------------------------- | ----------------- | ---- | ------------------------------- | --------------------------------- | ------------------------- |
| 9        |                              | Iron Lynx - Proton        | Oreca 07 - Gibson | G    | Matteo Cairoli (Toutes)         | Macéo Capietto (Toutes)           | Jonas Ried (Toutes)       |
| 10       |                              | Vector Sport              | Oreca 07 - Gibson | G    | Ryan Cullen (Toutes)            | Stéphane Richelmi (Toutes)        | Felipe Drugovich (1–4, 6) |
| 10       | Patrick Pilet (5)            | Vector Sport              | Oreca 07 - Gibson | G    |                                 |                                   |                           |
| 14       |                              | AO par TF                 | Oreca 07 - Gibson | G    | Louis Delétraz (Toutes)         | Jonny Edgar (Toutes)              | Robert Kubica (Toutes)    |
| 22       |                              | United Autosports         | Oreca 07 - Gibson | G    | Ben Hanley (Toutes)             | Marino Sato (Toutes)              | Filip Ugran (Toutes)      |
| 23       |                              | United Autosports         | Oreca 07 - Gibson | G    | Bijoy Garg (en) (Toutes)        | Paul di Resta (Toutes)            | Fabio Scherer (Toutes)    |
| 25       |                              | Algarve Pro Racing        | Oreca 07 - Gibson | G    | Olli Caldwell (Toutes)          | Matthias Kaiser (Toutes)          | Alex Lynn (Toutes)        |
| 27       |                              | Nielsen Racing            | Oreca 07 - Gibson | G    | Will Stevens (Toutes)           | David Heinemeier Hansson (1–4)    | Nicolas Pino (1–3)        |
| 27       | Benjamin Pedersen (en) (4–6) | Nielsen Racing            | Oreca 07 - Gibson | G    | Gabriel Aubry (6)               |                                   |                           |
| 28       |                              | IDEC Sport                | Oreca 07 - Gibson | G    | Reshad de Gerus (Toutes)        | Job van Uitert (Toutes)           | Paul Lafargue (1-2)       |
| 28       | Marcos Siebert (3-4)         | IDEC Sport                | Oreca 07 - Gibson | G    | Nicolas Pino (5–6)              |                                   |                           |
| 30       |                              | Duqueine Team             | Oreca 07 - Gibson | G    | James Allen (Toutes)            | Jean-Baptiste Simmenauer (Toutes) | Niels Koolen (1–3, 5–6)   |
| 30       | Rasmus Lindh (en) (4)        | Duqueine Team             | Oreca 07 - Gibson | G    |                                 |                                   |                           |
| 34       |                              | Inter Europol Competition | Oreca 07 - Gibson | G    | Luca Ghiotto (Toutes)           | Oliver Gray (Toutes)              | Clément Novalak (Toutes)  |
| 37       |                              | Cool Racing               | Oreca 07 - Gibson | G    | Lorenzo Fluxá (Toutes)          | Malthe Jakobsen (Toutes)          | Ritomo Miyata (1–2, 4–6)  |
| 37       | Paul-Loup Chatin (3)         | Cool Racing               | Oreca 07 - Gibson | G    |                                 |                                   |                           |
| 43       |                              | Inter Europol Competition | Oreca 07 - Gibson | G    | Sebastián Álvarez (en) (Toutes) | Tom Dillmann (Toutes)             | Vladislav Lomko (Toutes)  |
| 47       |                              | Cool Racing               | Oreca 07 - Gibson | G    | Frederik Vesti (Toutes)         | Alex García (en) (1-2)            | Paul-Loup Chatin (1-2)    |
| 47       | Carl Bennett (3-6)           | Cool Racing               | Oreca 07 - Gibson | G    | Ferdinand Habsburg (3-6)        |                                   |                           |
| 65       |                              | Panis Racing              | Oreca 07 - Gibson | G    | Arthur Leclerc (Toutes)         | Manuel Maldonado (Toutes)         | Charles Milesi (Toutes)   |
| Source,: |                              |                           |                   |      |                                 |                                   |                           |

### LMP2 Pro/Am
Toutes les voitures utilisent un moteur Gibson GK428 4,2 l V8 atmosphérique et sont chaussées de pneumatiques Goodyear.
| N°     | Pays                   | Écurie                | Voiture           | Pneu | Pilote 1                  | Pilote 2                       | Pilote 3                      |
| ------ | ---------------------- | --------------------- | ----------------- | ---- | ------------------------- | ------------------------------ | ----------------------------- |
| 3      |                        | DKR Engineering       | Oreca 07 - Gibson | G    | Cem Bölükbaşı (Toutes)    | Laurents Hörr (Toutes)         | Andres Latorre Canon (Toutes) |
| 19     |                        | Team Virage           | Oreca 07 - Gibson | G    | Anthony Wells (1-4)       | Matthew Bell (1–3)             | Nelson Piquet Jr (1-3)        |
| 19     | Tristan Vautier (4-6)  | Team Virage           | Oreca 07 - Gibson | G    | Wayne Boyd (4)            | Georgios Kolovos (5-6)         |                               |
| 19     | Raphaël Narac (5-6)    | Team Virage           | Oreca 07 - Gibson | G    |                           |                                |                               |
| 20     |                        | Algarve Pro Racing    | Oreca 07 - Gibson | G    | Richard Bradley (Toutes)  | Kriton Lendoudis (en) (Toutes) | Alex Quinn (Toutes)           |
| 21     |                        | United Autosports     | Oreca 07 - Gibson | G    | Andy Meyrick (Toutes)     | Daniel Schneider (Toutes)      | Oliver Jarvis (1–3, 5–6)      |
| 21     | Filipe Albuquerque (4) | United Autosports     | Oreca 07 - Gibson | G    |                           |                                |                               |
| 24     |                        | Nielsen Racing        | Oreca 07 - Gibson | G    | John Falb (Toutes)        | Colin Noble (Toutes)           | Albert Costa (1-3)            |
| 24     | Nick Yelloly (4-6)     | Nielsen Racing        | Oreca 07 - Gibson | G    |                           |                                |                               |
| 29     |                        | Richard Mille par TDS | Oreca 07 - Gibson | G    | Mathias Beche (Toutes)    | Rodrigo Sales (Toutes)         | Grégoire Saucy (Toutes)       |
| 77     |                        | Proton Competition    | Oreca 07 - Gibson | G    | René Binder (Toutes)      | Giorgio Roda (Toutes)          | Bent Viscaal (Toutes)         |
| 83     |                        | AF Corse              | Oreca 07 - Gibson | G    | François Perrodo (Toutes) | Alessio Rovera (Toutes)        | Matthieu Vaxiviere (Toutes)   |
| Source |                        |                       |                   |      |                           |                                |                               |

### LMP3
Toutes les voitures ont un moteur Nissan VK56 5,6 l V8 Atmo et sont chaussées de pneumatiques Michelin.
| N°       | Pays                          | Écurie                    | Voiture                   | Pneu | Pilote 1                           | Pilote 2                           | Pilote 3                        |
| -------- | ----------------------------- | ------------------------- | ------------------------- | ---- | ---------------------------------- | ---------------------------------- | ------------------------------- |
| 4        |                               | DKR Engineering           | Duqueine M30-D08 - Nissan | M    | Wyatt Brichacek (en) (Toutes)      | Alexander Mattschull (de) (Toutes) | Belén García (1-4)              |
| 4        | Guilherme Oliveira (en) (5-6) | DKR Engineering           | Duqueine M30-D08 - Nissan | M    |                                    |                                    |                                 |
| 5        |                               | RLR Msport                | Ligier JS P320 - Nissan   | M    | Daniel Ali (Toutes)                | James Dayson (Toutes)              | Bailey Voisin (en) (Toutes)     |
| 8        |                               | Team Virage               | Ligier JS P320 - Nissan   | M    | Julien Gerbi (Toutes)              | Gillian Henrion (en) (Toutes)      | Bernardo Pinheiro (en) (Toutes) |
| 11       |                               | EuroInternational         | Ligier JS P320 - Nissan   | M    | Adam Ali (en) (Toutes)             | Matthew Bell (Toutes)              |                                 |
| 12       |                               | WTM par Rinaldi Racing    | Duqueine M30-D08 - Nissan | M    | Torsten Kratz (Toutes)             | Óscar Tunjo (Toutes)               | Leonard Weiss (Toutes)          |
| 15       |                               | RLR Msport                | Ligier JS P320 - Nissan   | M    | Nick Adcock (Toutes)               | Michael Jensen (Toutes)            | Gaël Julien (en) (Toutes)       |
| 17       |                               | Cool Racing               | Ligier JS P320 - Nissan   | M    | Miguel Cristóvão (Toutes)          | Manuel Espirito Santo (Toutes)     | Cédric Oltramare (1-5)          |
| 31       |                               | Racing Spirit of Léman    | Ligier JS P320 - Nissan   | M    | Antoine Doquin (Toutes)            | Jean-Ludovic Foubert (Toutes)      | Jacques Wolff (Toutes)          |
| 35       |                               | Ultimate                  | Ligier JS P320 - Nissan   | M    | Jean-Baptiste Lahaye (de) (Toutes) | Matthieu Lahaye (Toutes)           | Alexandre Yvon (1)              |
| 35       | Eric Trouillet (de) (2)       | Ultimate                  | Ligier JS P320 - Nissan   | M    | Paul Lanchere (3)                  | Louis Rossi (4)                    |                                 |
| 35       | Louis Stern (5)               | Ultimate                  | Ligier JS P320 - Nissan   | M    | François Heriau (6)                |                                    |                                 |
| 88       |                               | Inter Europol Competition | Ligier JS P320 - Nissan   | M    | Kai Askey (Toutes)                 | Alexander Bukhantsov (Toutes)      | Pedro Perino (Toutes)           |
| Source,: |                               |                           |                           |      |                                    |                                    |                                 |

### LMGT3
Toutes les voitures sont chaussées de pneumatiques Goodyear.
| N°       | Pays                       | Écurie                 | Voiture                        | Pneu | Pilote 1                   | Pilote 2                          | Pilote 3                       |
| -------- | -------------------------- | ---------------------- | ------------------------------ | ---- | -------------------------- | --------------------------------- | ------------------------------ |
| 50       |                            | Formula Racing         | Ferrari 296 LMGT3              | G    | Conrad Laursen (Toutes)    | Johnny Laursen (de) (Toutes)      | Nicklas Nielsen (1-5)          |
| 51       |                            | AF Corse               | Ferrari 296 LMGT3              | G    | Emmanuel Collard (Toutes)  | Charles-Henri Samani (Toutes)     | Ulysse de Pauw (en) (1)        |
| 51       | Nicolás Varrone (en) (2-6) | AF Corse               | Ferrari 296 LMGT3              | G    |                            |                                   |                                |
| 55       |                            | Spirit of Race         | Ferrari 296 LMGT3              | G    | Duncan Cameron (Toutes)    | Matthew Griffin (Toutes)          | David Perel (Toutes)           |
| 57       |                            | Kessel Racing          | Ferrari 296 LMGT3              | G    | Takeshi Kimura (Toutes)    | Esteban Masson (Toutes)           | Daniel Serra (Toutes)          |
| 59       |                            | Racing Spirit of Léman | Aston Martin Vantage AMR LMGT3 | G    | Derek DeBoer (Toutes)      | Valentin Hasse-Clot (de) (Toutes) | Casper Stevenson (en) (Toutes) |
| 60       |                            | Proton Competition     | Porsche 911 LMGT3 R            | G    | Julien Andlauer (Toutes)   | Matteo Cressoni (Toutes)          | Claudio Schiavoni (Toutes)     |
| 63       |                            | Iron Lynx              | Lamborghini Huracán LMGT3 Evo2 | G    | Andrea Caldarelli (Toutes) | Hiroshi Hamaguchi (en) (Toutes)   | Axcil Jefferies (Toutes)       |
| 66       |                            | JMW Motorsport         | Ferrari 296 LMGT3              | G    | Ben Tuck (Toutes)          | John Hartshorne (1–4)             | Phil Keen (1–4)                |
| 66       | Jason Hart (5-6)           | JMW Motorsport         | Ferrari 296 LMGT3              | G    | Scott Noble (5-6)          |                                   |                                |
| 85       |                            | Iron Dames             | Porsche 911 LMGT3 R            | G    | Sarah Bovy (Toutes)        | Rahel Frey (Toutes)               | Michelle Gatting (Toutes)      |
| 86       |                            | GR Racing              | Ferrari 296 LMGT3              | G    | Riccardo Pera (Toutes)     | Davide Rigon (Toutes)             | Michael Wainwright (Toutes)    |
| 97       |                            | Grid Motorsport par TF | Aston Martin Vantage AMR LMGT3 | G    | Jonathan Adam (Toutes)     | Martin Berry (Toutes)             | Lorcan Hanafin (Toutes)        |
| Source,: |                            |                        |                                |      |                            |                                   |                                |

## Résumé

### 4 Heures de Barcelone

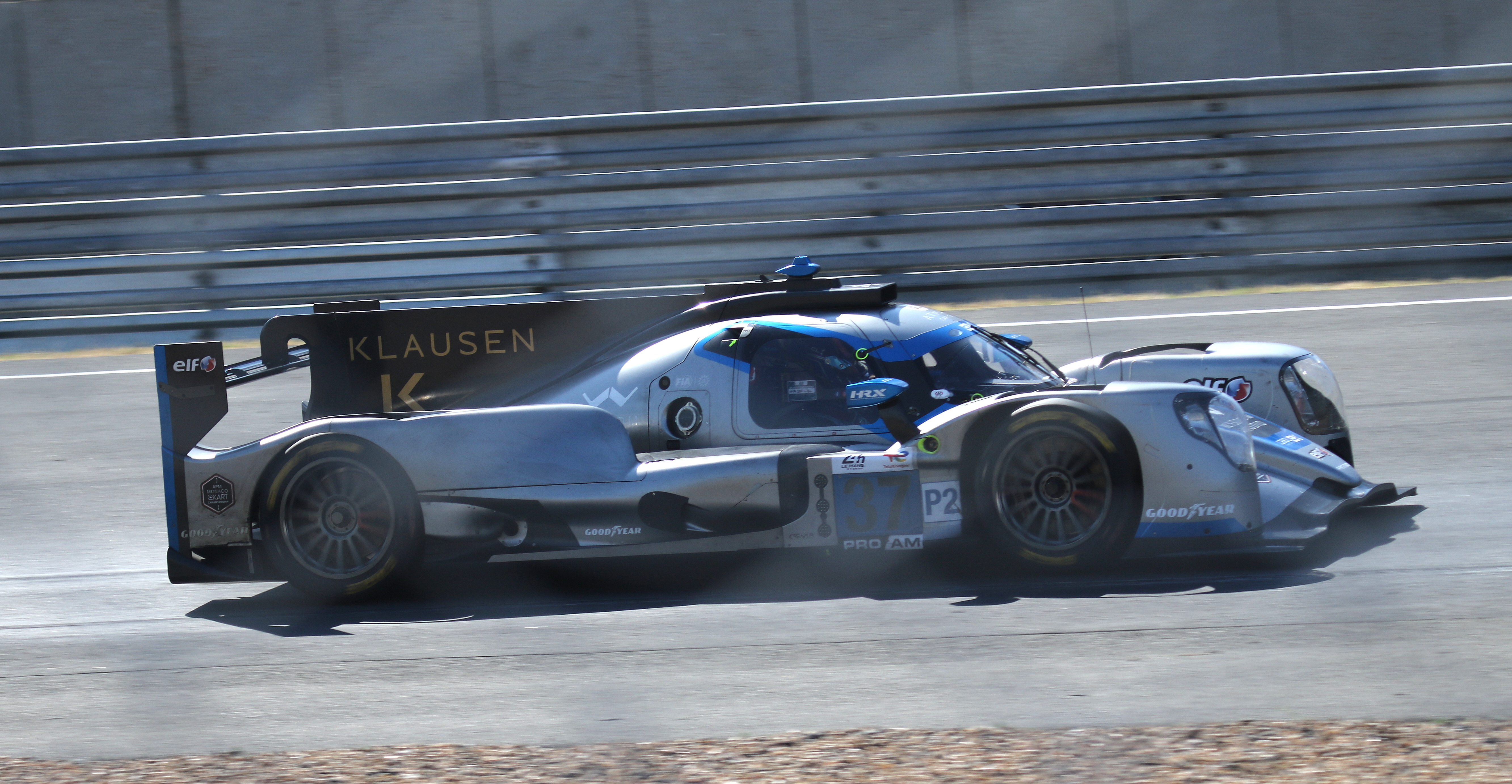
L'Oreca 07 n°37 de l'écurie suisse COOL Racing

La catégorie LMP2 et le classement général des 4 Heures de Barcelone ont été remportés par l'Oreca 07 de l'écurie suisse COOL Racing pilotée par Lorenzo Fluxá, Malthe Jakobsen et Ritomo Miyata.
La catégorie LMP2 Pro/Am a été remportée par l'Oreca 07 de l'écurie italienne AF Corse pilotée par François Perrodo, Matthieu Vaxivière et Alessio Rovera.
La catégorie LMP3 a été remportée par la Ligier JS P320 de l'écurie polonaise Team Virage pilotée par Julien Gerbi, Bernardo Pinheiro (en) et Gillian Henrion (en).
La catégorie LMGTE a été remportée par la Ferrari 296 LMGT3 de l'écurie danoise Formula Racing pilotée par Johnny Laursen (en), Conrad Laursen et Nicklas Nielsen.

### 4 Heures du Castellet

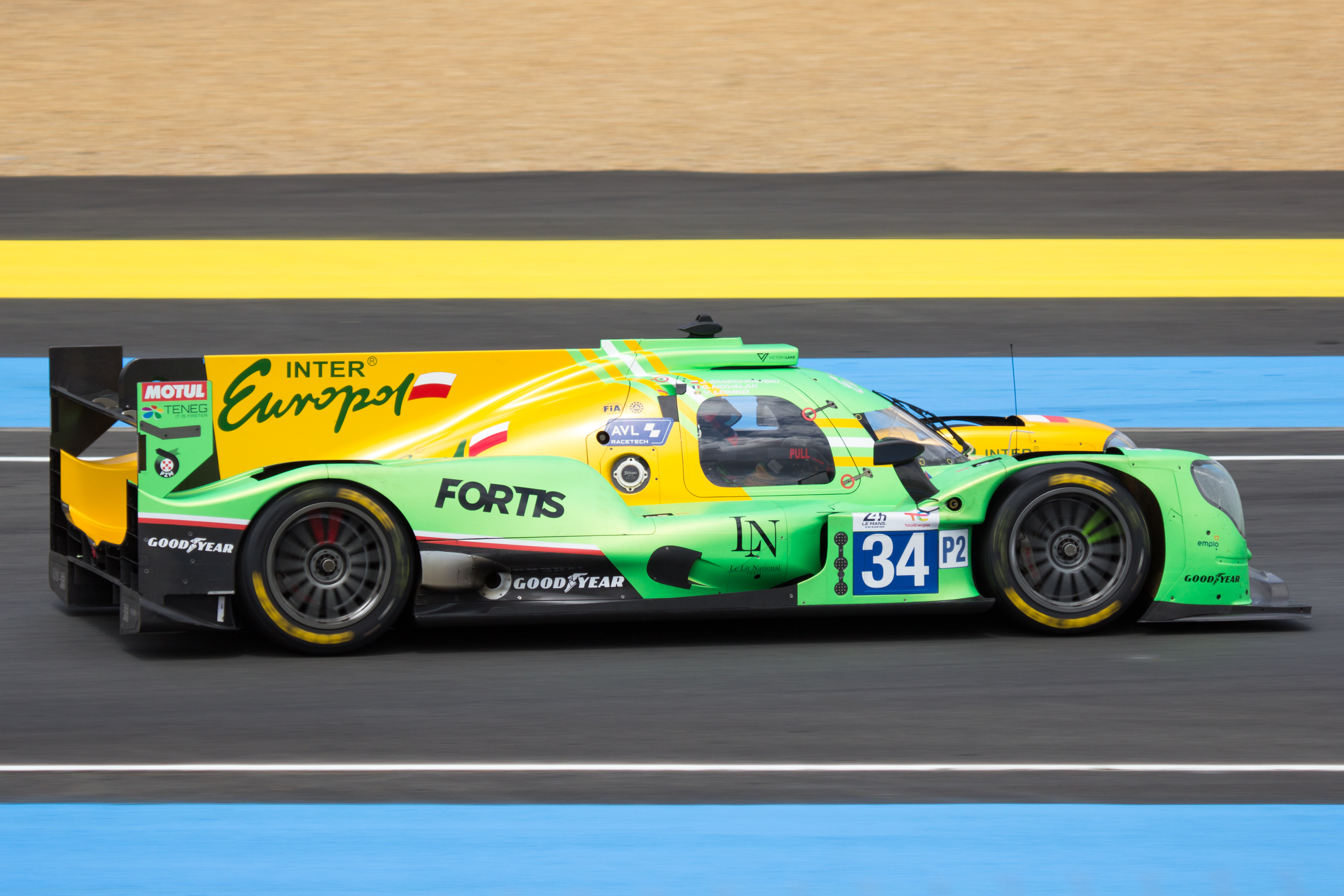
L'Oreca 07 n°34 de l"curie polonaise Inter Europol Competition

La catégorie LMP2 et le classement général des 4 Heures du Castellet ont été remportés par l'Oreca 07 de l'écurie polonaise Inter Europol Competition pilotée par Sebastián Álvarez (en), Vladislav Lomko et Tom Dillmann.
La catégorie LMP2 Pro/Am a été remportée par l'Oreca 07 de l'écurie française Richard Mille par TDS pilotée par Rodrigo Sales, Mathias Beche et Grégoire Saucy.
La catégorie LMP3 a été remportée par la Ligier JS P320 de l'écurie britannique RLR Msport pilotée par Michael Jensen, Nick Adcock et Gaël Julien (en).
La catégorie LMGTE a été remportée par la Ferrari 296 LMGT3 de l'écurie suisse Spirit of Race pilotée par Duncan Cameron, David Perel et Matthew Griffin.

### 4 Heures d'Imola

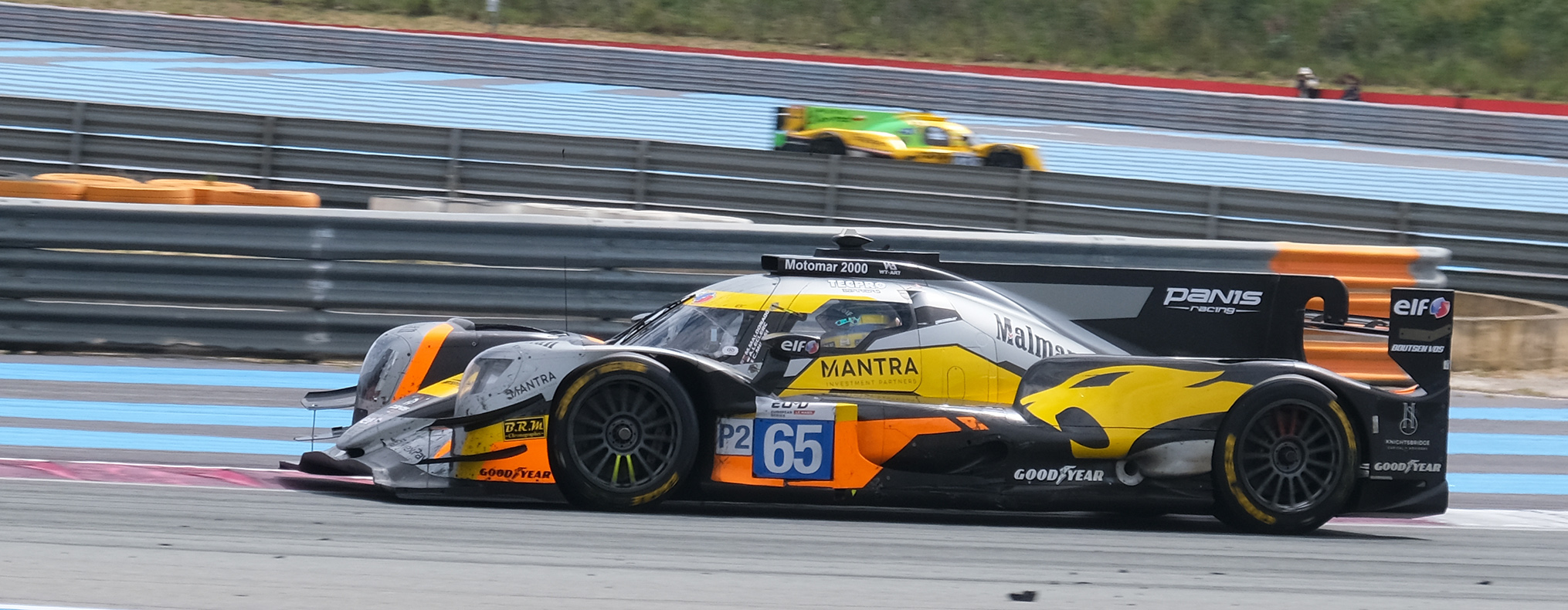
L'Oreca 07 n°65 de l"curie française Panis Racing

La catégorie LMP2 et le classement général des 4 Heures d'Imola ont été remportés par l'Oreca 07 de l'écurie française Panis Racing pilotée par Manuel Maldonado, Charles Milesi et Arthur Leclerc.
La catégorie LMP2 Pro/Am a été remportée par l'Oreca 07 de l'écurie portugaise Algarve Pro Racing pilotée par Kriton Lendoudis (en), Richard Bradley et Alex Quinn .
La catégorie LMP3 a été remportée par la Ligier JS P320 de l'écurie Italienne Eurointernational pilotée par Matthew Bell et Adam Ali (en).
La catégorie LMGTE a été remportée par la Porsche 911 GT3 R LMGT3 de l'écurie italienne Iron Dames pilotée par Sarah Bovy, Rahel Frey et Michelle Gatting.

### 4 Heures du Spa-Francorchamps

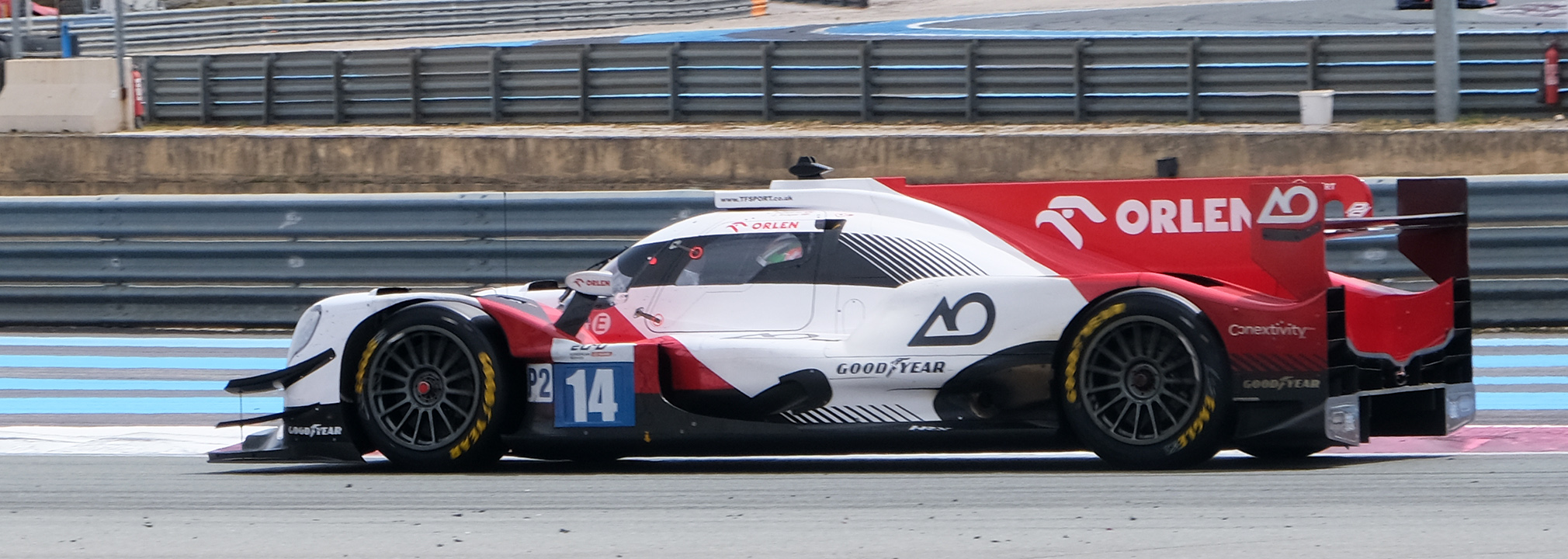
L'Oreca 07 n°14 de l’écurie américaine AO par TF

La catégorie LMP2 et le classement général des 4 Heures de Spa-Francorchamps ont été remportés par l'Oreca 07 de l'écurie américaine AO pilotée par TF pilotée par Jonny Edgar, Louis Delétraz et Robert Kubica.
La catégorie LMP2 Pro/Am a été remportée par l'Oreca 07 de l'écurie italienne AF Corse pilotée par François Perrodo, Matthieu Vaxivière et Alessio Rovera.
La catégorie LMP3 a été remportée par la Ligier JS P320 de l'écurie Italienne Eurointernational pilotée par Matthew Bell et Adam Ali (en).
La catégorie LMGTE a été remportée par la Ferrari 296 LMGT3 de l'écurie suisse Kessel Racing pilotée par Takeshi Kimura, Esteban Masson et Daniel Serra.

### 4 Heures du Mugello

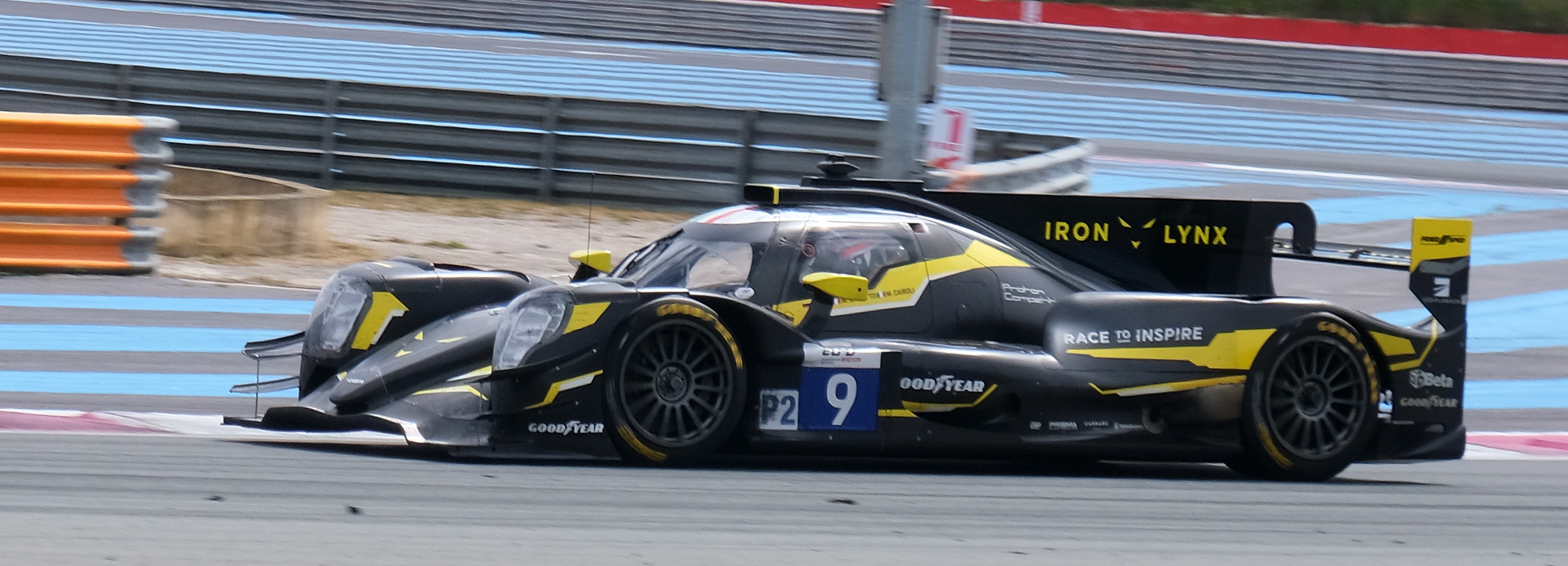
L'Oreca 07 n°9 de l’écurie allemande Iron Lynx Proton Competition

La catégorie LMP2 et le classement général des 4 Heures du Mugello ont été remportés par l'Oreca 07 de l'écurie allemande Iron Lynx – Proton pilotée par Jonas Ried, Macéo Capietto et Matteo Cairoli.
La catégorie LMP2 Pro/Am a été remportée par l'Oreca 07 de l'écurie française Richard Mille par TDS pilotée par Rodrigo Sales, Mathias Beche et Grégoire Saucy.
La catégorie LMP3 a été remportée par la Ligier JS P320 de l'écurie polonaise Team Virage pilotée par Julien Gerbi, Bernardo Pinheiro (en) et Gillian Henrion (en).
La catégorie LMGTE a été remportée par la Ferrari 296 LMGT3 de l'écurie suisse Kessel Racing pilotée par Takeshi Kimura, Esteban Masson et Daniel Serra.

### 4 Heures de Portimão

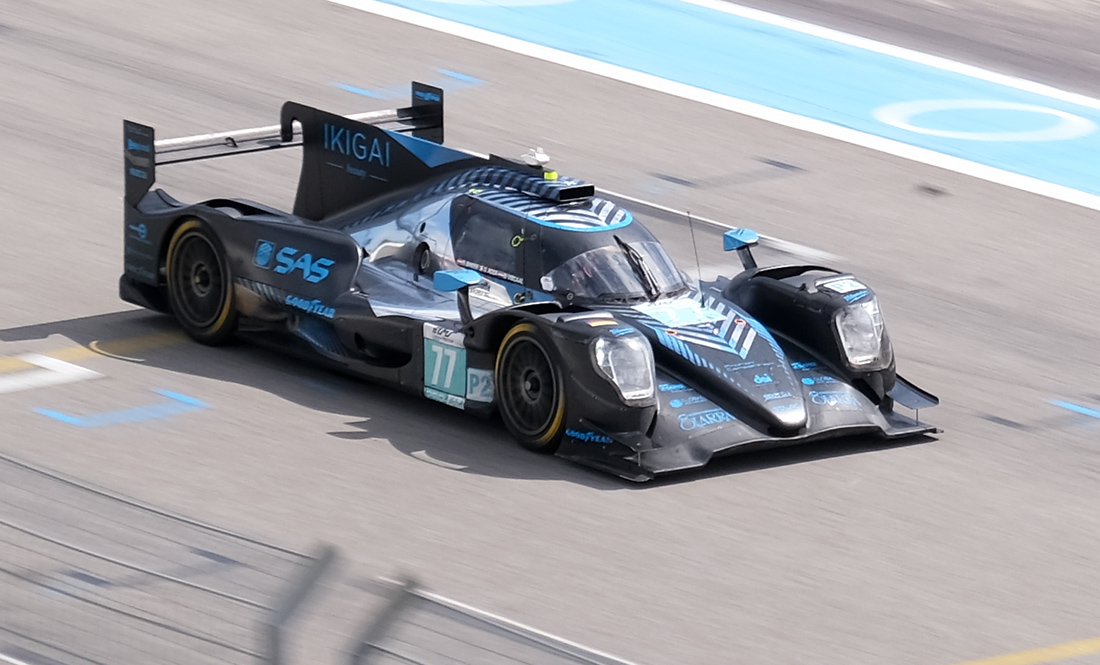
L'Oreca 07 n°77 de l’écurie allemande Proton Competition

La catégorie LMP2 et le classement général des 4 Heures de Portimão ont été remportés par l'Oreca 07 de l'écurie suisse COOL Racing pilotée par Lorenzo Fluxá, Malthe Jakobsen et Ritomo Miyata.
La catégorie LMP2 Pro/Am a été remportée par l'Oreca 07 de l'écurie allemandeProton Competition pilotée par Giorgio Roda, Bent Viscaal et René Binder.
La catégorie LMP3 a été remportée par la Ligier JS P320 de l'écurie suisse COOL Racing pilotée par Miguel Cristóvão et Manuel Espírito Santo (en).
La catégorie LMGTE a été remportée par la Lamborghini Huracan LMGT3 Evo2 de l'écurie italienne Iron Lynx pilotée par Hiroshi Hamaguchi (en), Axcil Jefferies et Andrea Caldarelli.

## Résultats
En gras le vainqueur de la course.
| no | Course                        | Écurie victorieuse LMP2                             | Écurie victorieuse LMP2 Pro/Am                     | Écurie victorieuse LMP3                                  | Écurie victorieuse GT3                                   | Résultats |
| no | Course                        | Pilotes victorieux LMP2                             | Pilotes victorieux LMP2 Pro/Am                     | Pilotes victorieux LMP3                                  | Pilotes victorieux GT3                                   | Résultats |
| -- | ----------------------------- | --------------------------------------------------- | -------------------------------------------------- | -------------------------------------------------------- | -------------------------------------------------------- | --------- |
| 1  | 4 Heures de Barcelone         | COOL Racing                                         | AF Corse                                           | Team Virage                                              | Formula Racing                                           | Résultats |
| 1  | 4 Heures de Barcelone         | Alex García (en) Ferdinand Habsburg Frederik Vesti  | François Perrodo Alessio Rovera Matthieu Vaxiviere | Julien Gerbi Bernardo Pinheiro (en) Gillian Henrion (en) | Conrad Laursen Johnny Laursen (en) Nicklas Nielsen       | Résultats |
| 2  | 4 Heures du Castellet         | Inter Europol Competition                           | Richard Mille par TDS                              | RLR Msport                                               | Spirit of Race                                           | Résultats |
| 2  | 4 Heures du Castellet         | Sebastián Álvarez (en) Tom Dillmann Vladislav Lomko | Mathias Beche Rodrigo Sales Grégoire Saucy         | Nick Adcock Michael Jensen Gaël Julien (en)              | Duncan Cameron Matthew Griffin David Perel               | Résultats |
| 3  | 4 Heures d'Imola              | Panis Racing                                        | Algarve Pro Racing                                 | Eurointernational                                        | Iron Dames                                               | Résultats |
| 3  | 4 Heures d'Imola              | Manuel Maldonado Charles Milesi Arthur Leclerc      | Kriton Lendoudis (en) Richard Bradley Alex Quinn   | Matthew Bell Adam Ali (en)                               | Sarah Bovy Rahel Frey Michelle Gatting                   | Résultats |
| 4  | 4 Heures de Spa-Francorchamps | AO par TF                                           | AF Corse                                           | Eurointernational                                        | Kessel Racing                                            | Résultats |
| 4  | 4 Heures de Spa-Francorchamps | Jonny Edgar Louis Delétraz Robert Kubica            | François Perrodo Matthieu Vaxivière Alessio Rovera | Matthew Bell Adam Ali (en)                               | Takeshi Kimura Esteban Masson Daniel Serra               | Résultats |
| 5  | 4 Heures du Mugello           | Iron Lynx – Proton                                  | Richard Mille par TDS                              | Team Virage                                              | Kessel Racing                                            | Résultats |
| 5  | 4 Heures du Mugello           | Jonas Ried Macéo Capietto Matteo Cairoli            | Rodrigo Sales Mathias Beche Grégoire Saucy         | Julien Gerbi Bernardo Pinheiro (en) Gillian Henrion (en) | Takeshi Kimura Esteban Masson Daniel Serra               | Résultats |
| 6  | 4 Heures de Portimão          | COOL Racing                                         | Proton Competition                                 | COOL Racing                                              | Iron Lynx                                                | Résultats |
| 6  | 4 Heures de Portimão          | Lorenzo Fluxá Malthe Jakobsen Ritomo Miyata         | Giorgio Roda Bent Viscaal René Binder              | Miguel Cristóvão Manuel Espírito Santo (en)              | Hiroshi Hamaguchi (en) Axcil Jefferies Andrea Caldarelli | Résultats |

## Classements

### Attribution des points
| Système des points | Système des points | Système des points | Système des points | Système des points | Système des points | Système des points | Système des points | Système des points | Système des points | Système des points | Système des points |
| Position           | 1er                | 2e                 | 3e                 | 4e                 | 5e                 | 6e                 | 7e                 | 8e                 | 9e                 | 10e                | Pole               |
| ------------------ | ------------------ | ------------------ | ------------------ | ------------------ | ------------------ | ------------------ | ------------------ | ------------------ | ------------------ | ------------------ | ------------------ |
| Points             | 25                 | 18                 | 15                 | 12                 | 10                 | 8                  | 6                  | 4                  | 2                  | 1                  | 1                  |